# Bohdan Świderski

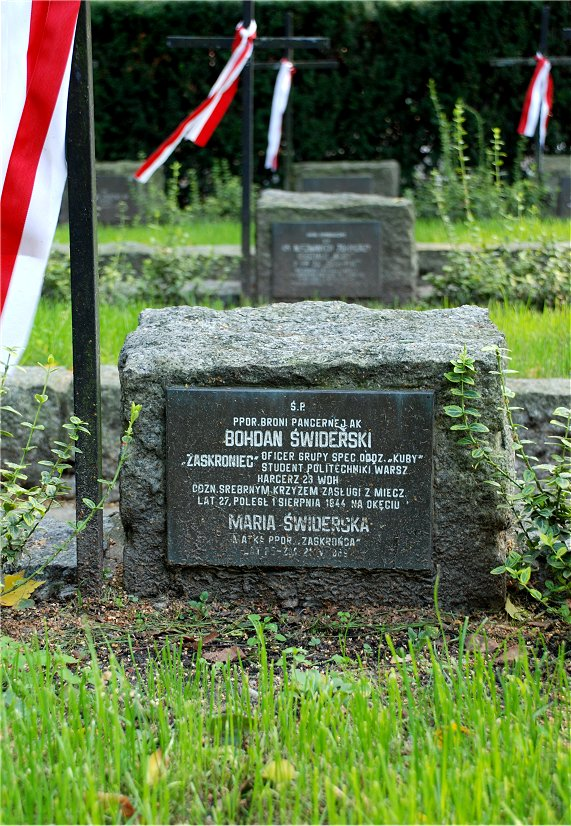
Na Powązkach Wojskowych

Bohdan Świderski ps. Zaskroniec (ur. 13 lipca?/26 lipca 1917 w Kijowie, zm. 1 sierpnia 1944 w Warszawie) – podporucznik broni pancernych Armii Krajowej, uczestnik powstania warszawskiego.
Syn Edwarda i Maria z domu Karsz. W 1937 roku ukończył I Państwowe Gimnazjum i Liceum im. Stefana Batorego w Warszawie. Przed wojną studiował na Politechnice Warszawskiej. Należał do 23 Warszawskiej Drużyny Harcerskiej „Pomarańczarnia”. Był oficerem baterii artylerii pułkowej por. „Kuby” 7 pułku piechoty AK „Garłuch”. Poległ 1. dnia powstania warszawskiego w walkach na Okęciu w wieku 27 lat. Pochowany wraz ze swoją matką Marią Świderską na Powązkach Wojskowych w Warszawie (kwatera A28-1-7).

## Ordery i odznaczenia
- Srebrny Krzyż Zasługi z Mieczami.